# Jüdischer Friedhof (Essenheim)

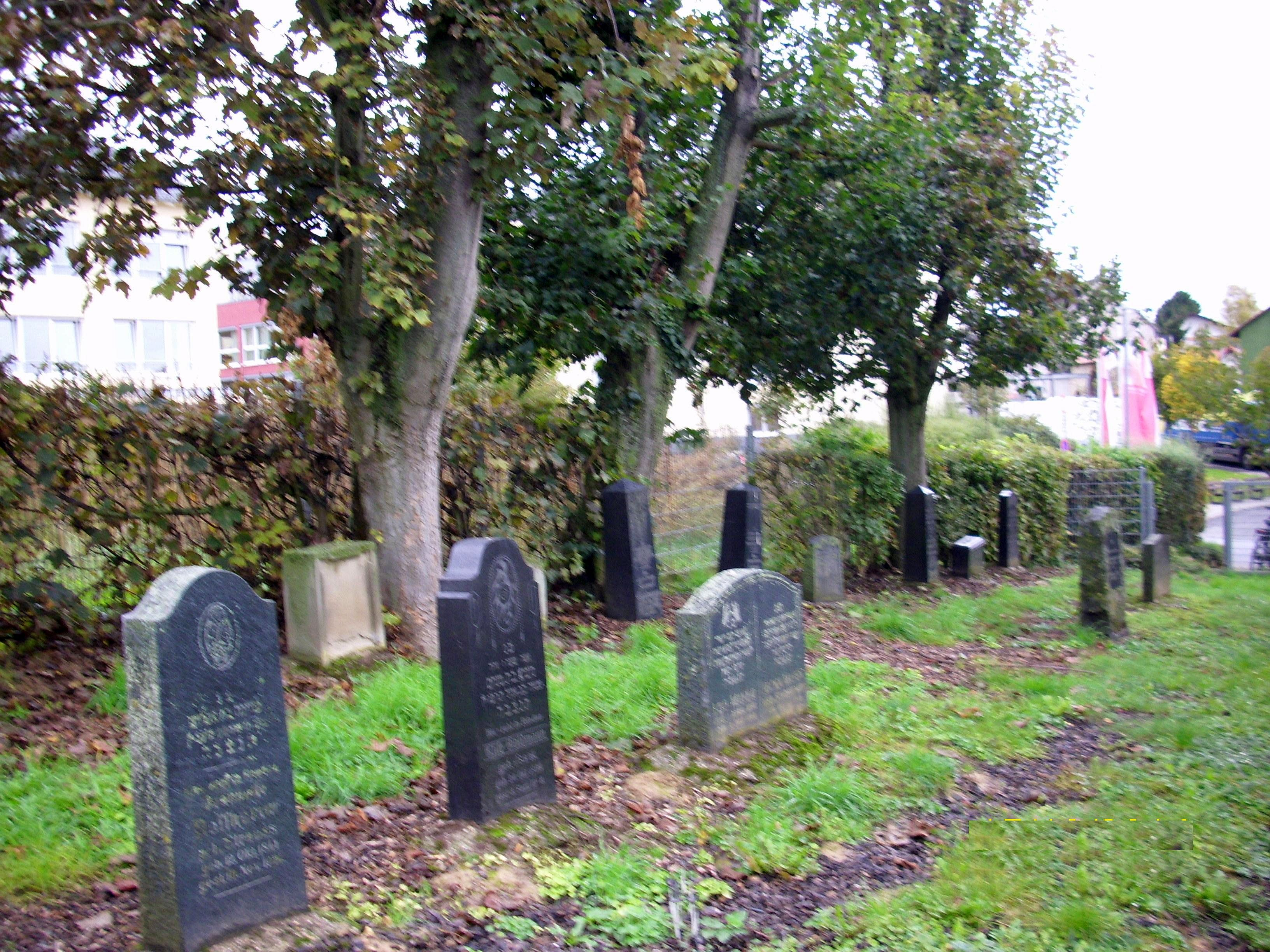
Jüdische Friedhof in Essenheim

Der Jüdische Friedhof in Essenheim, einer Ortsgemeinde im Landkreis Mainz-Bingen in Rheinland-Pfalz, wurde 1877 angelegt. Der 4,18 ar große jüdische Friedhof befindet sich am Ortsausgang an der Wackernheimer Straße.
Nach Schändung in der Zeit des Nationalsozialismus wurde der Friedhof 1954 wieder instand gesetzt. Auf dem Friedhof sind heute noch 26 Grabsteine erhalten.
Der jüdische Friedhof ist neben dem erhaltenen Weihestein der 1857 geweihten, ehemaligen Synagoge in der Klappergasse das einzige erhaltene materielle Zeugnis der einst blühenden jüdischen Gemeinde. Zum Gedenken an die Opfer wurden am 14. März 2016 vor den Häusern Hauptstraße 28, Neubrunnenstraße 2 und Hauptstraße 9 Stolpersteine durch den Künstler Gunter Demnig verlegt.